# 8,8cm-Flak

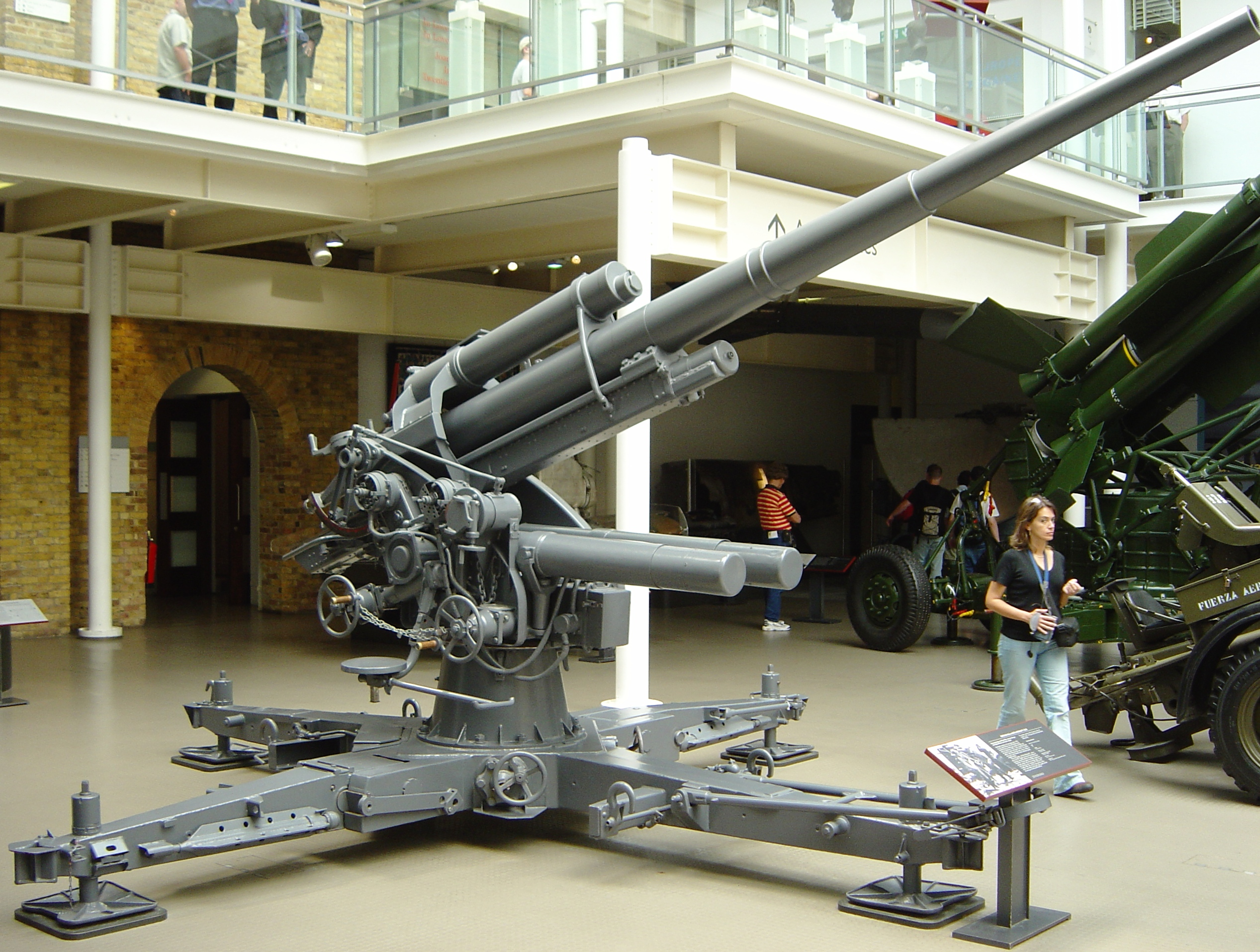
8,8cm-Flak

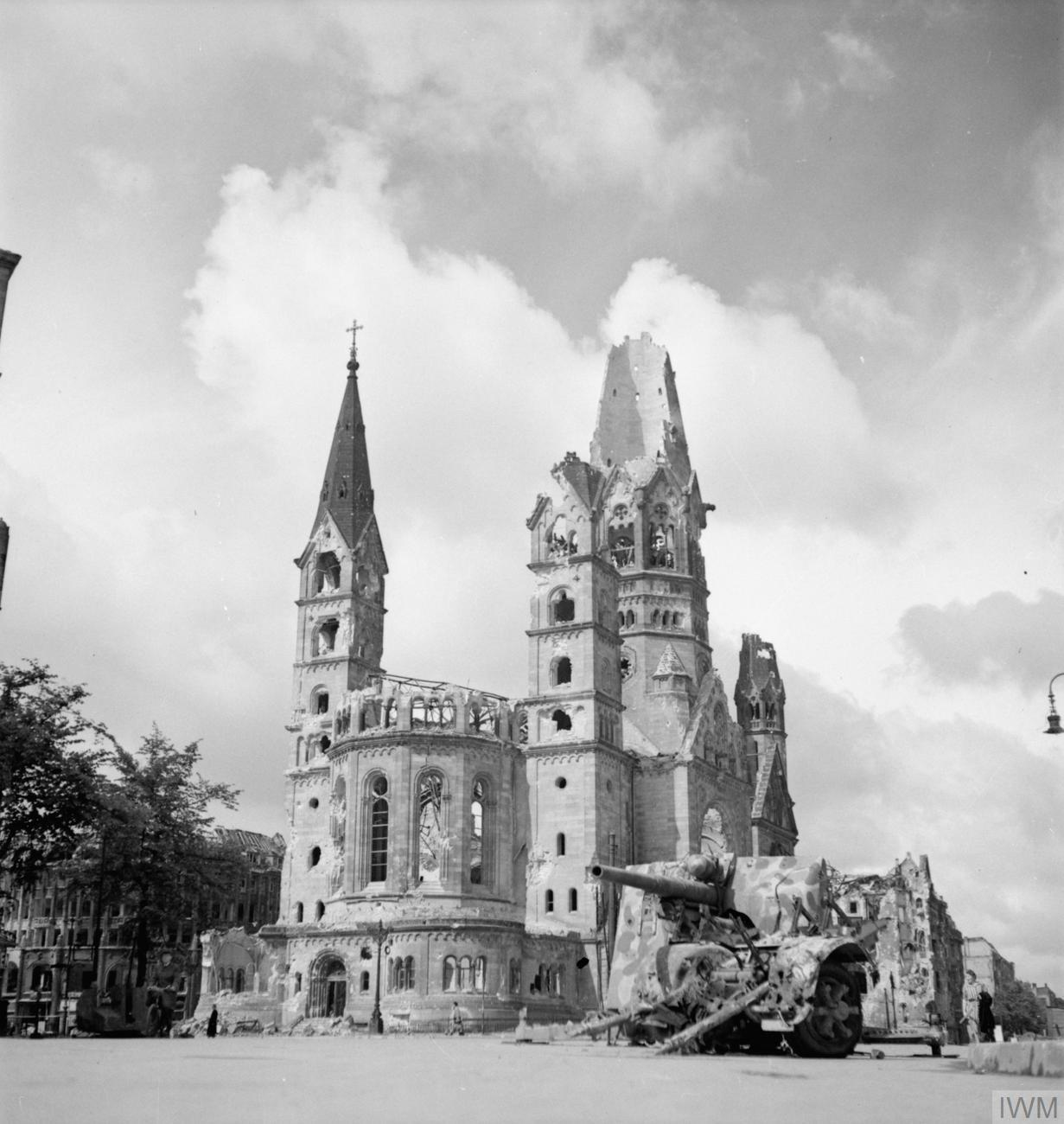
Kaiser-Wilhelm-Gedächtniskirche met rechts een beschadigde 8,8cm-FlaK 41

Het Duitse 8,8cm-Flak-geschut (Duits: "8,8-cm-FlaK") is een artilleriestuk dat veelvuldig werd ingezet tijdens de Tweede Wereldoorlog. Het kanon was initieel bedoeld als luchtafweergeschut, onder de naam 8,8 cm-Flak 18, 36, 37 of de modernere 41 en 43. De naam Flak komt van het Duitse Flugzeugabwehrkanone.
Hoewel het kanon als luchtafweergeschut bedoeld was, verdiende het zijn sporen op tal van andere terreinen, vaak uit noodzaak en bij gebrek aan specifiek materiaal. Het belangrijkste nevengebruik bleek dat als antitankwapen, dat zelfs door het pantser van de Russische T-34 en KV-1 kon dringen. Dit leidde ook tot gebruik als hoofdbewapening van de zware tank Tiger I. De prestaties waren uitstekend en werden ook door de geallieerden op waarde geschat.
De Flak werd voor het eerst ingezet in 1936, gedurende de Spaanse Burgeroorlog. Het kanon is op het Luchtafweerinsigne van het Leger afgebeeld.

## Specificaties
- Kaliber: 8,8 cm
- Gewicht: 5.150 kg
- Vuursnelheid: 15 à 20 schoten per minuut